# Aphrosylus atlanticus
Aphrosylus atlanticus är en tvåvingeart som beskrevs av Dahl 1960. Aphrosylus atlanticus ingår i släktet Aphrosylus och familjen styltflugor.
Artens utbredningsområde är Madeira. Inga underarter finns listade i Catalogue of Life.